# Общественный транспорт в Оттаве

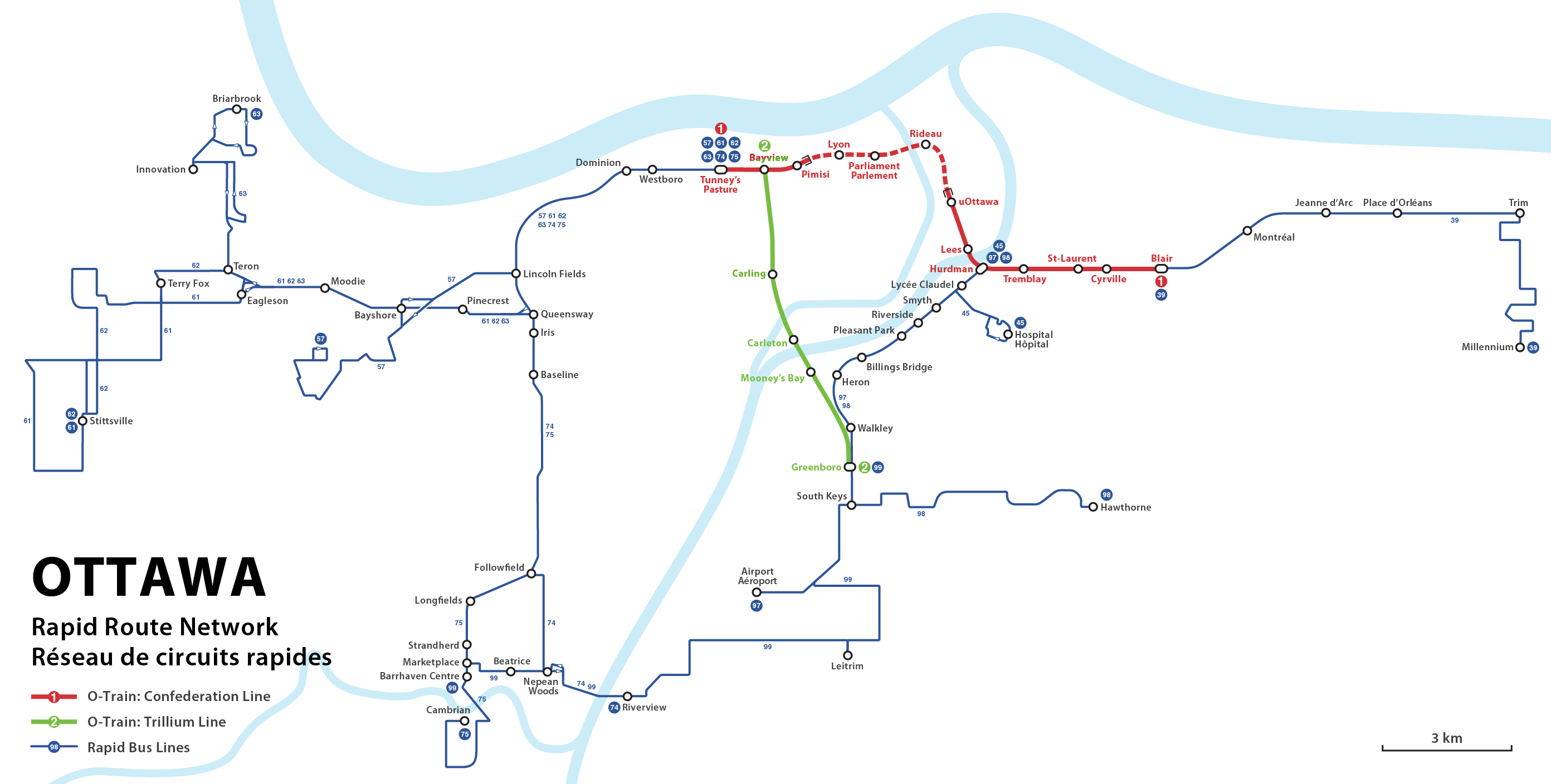
Сеть транзитных терминалов Оттавы

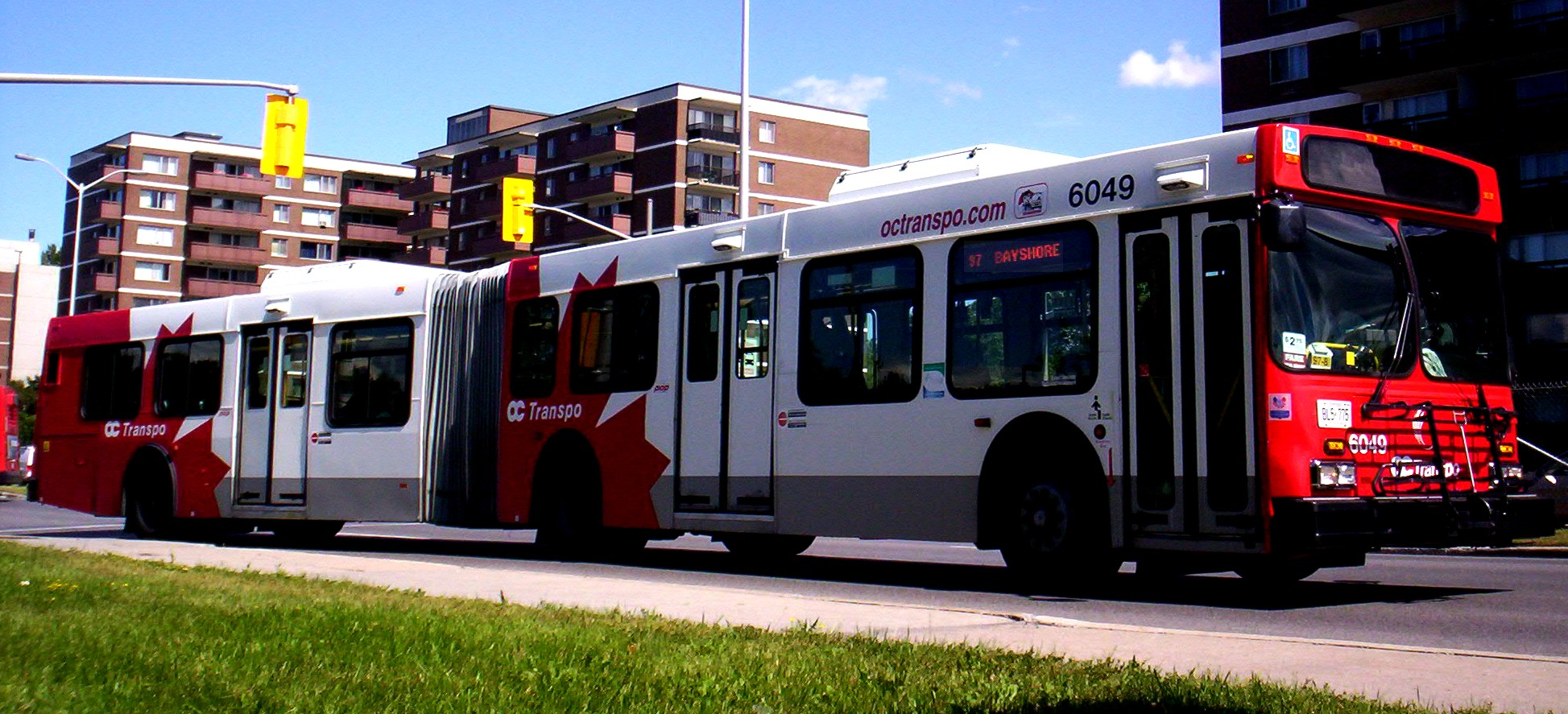
Автобус OC Transpo

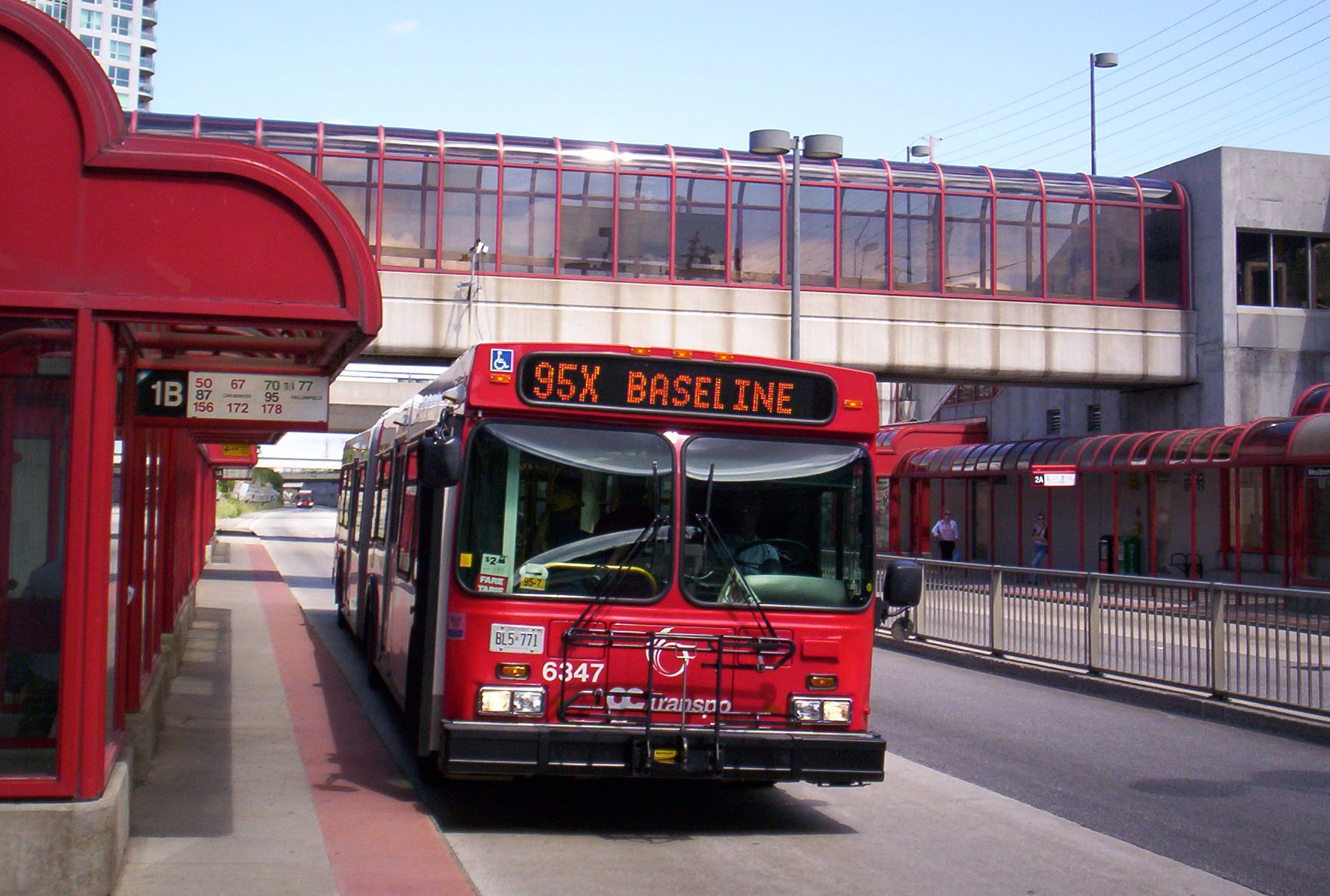
Уэстборо — типичный терминал Оттавского скоростного транзита

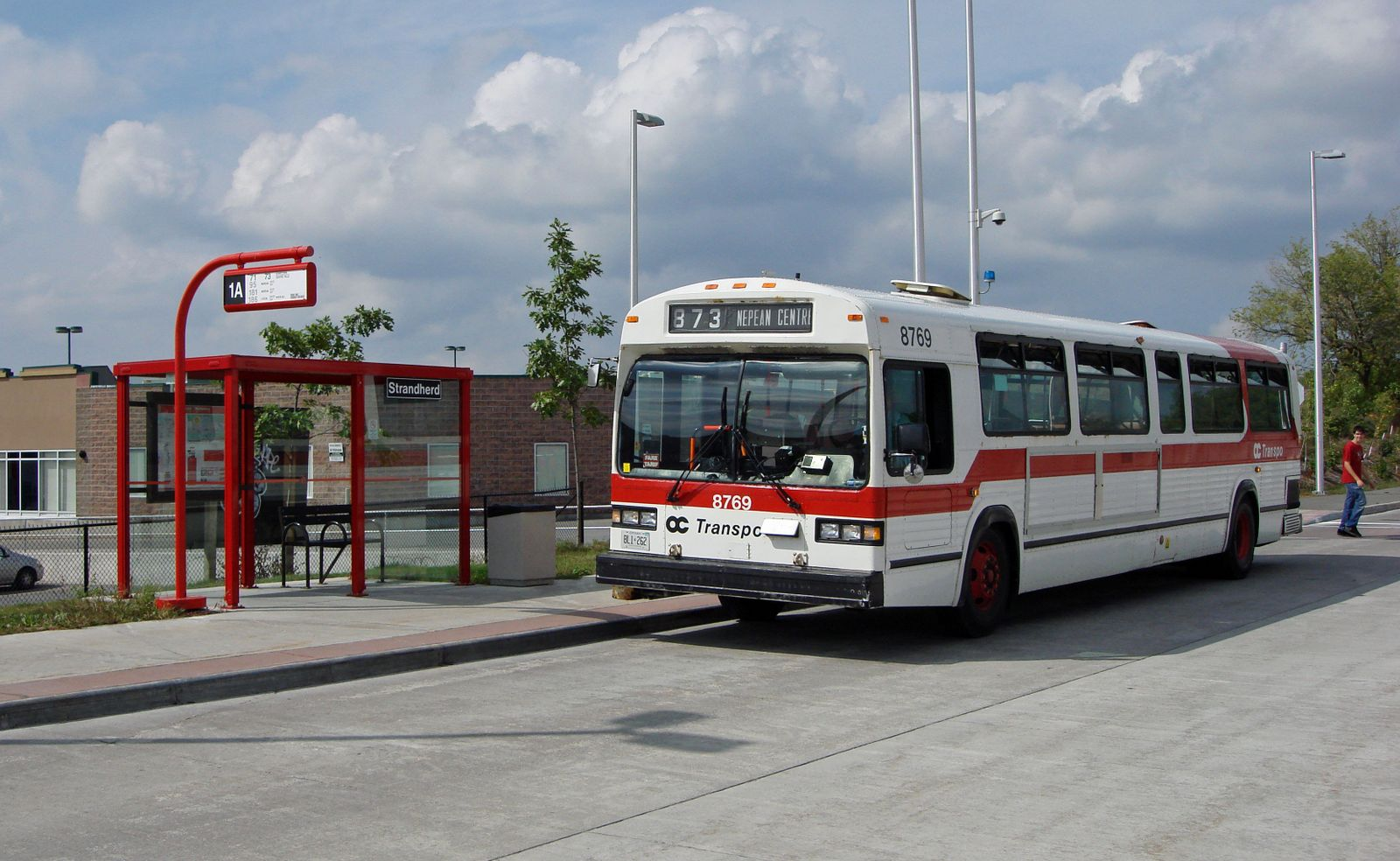
Автобус пригородного маршрута на терминале Стрэндхерд в Баррхейвене (фото начала 2000-х гг., сейчас такие автобусы не используются).

Общественный транспорт в Оттаве — автобусы и лёгкое метро — находится в управлении OC Transpo — муниципальной транспортной компании Оттавы и округа Карлтон, созданной в 1973 г. вместо Оттавской транспортной комиссии. Все транспортные средства этой компании имеют характерную красную с белым окраску.

## Парк
До 1959 г. в Оттаве существовала трамвайная сеть, а в течение 1950-х гг. — также одна троллейбусная линия. К концу 1959 г. все трамвайные и троллейбусные линии были демонтированы и заменены автобусами.
OC Transpo преимущественно использует автобусы моделей New Flyer Industries и Orion (в отличие от соседнего Гатино, где используются Nova Bus, крайне редкие в Оттаве). Также имеется несколько многоэтажных автобусов марки Enviro500; последние используются только на скоростных маршрутах, однако существуют планы их более широкого внедрения.

## Типы маршрутов
Автобусные маршруты делятся на обычные, пиковые (ходят только в часы пик), экспрессы (ходят в дальние пригороды, повышенная плата за проезд). В 2016 г. экспресс-маршруты были уравнены в оплате с обычными маршрутами и исчезли как отдельная категория. Автобусы останавливаются по требованию пассажиров на каждом перекрёстке города, о приближении к которым сообщает табло и динамик в автобусе (пассажир должен нажать на сигнальную кнопку или потянуть за жёлтый провод, идущий вдоль окна).
Часть маршрутов являются скоростными — они останавливаются только на автобусных терминалах. Ряд автобусных терминалов расположены рядом со станциями метро O-Train; в случае неполадок на линиях метро скоростные автобусы используются для развозки пассажиров. Тем не менее, существует тенденция к постепенной замене скоростного автобуса на линии метро.
Предполагается, что автобусы ходят строго по расписанию. Расписания вывешены на большинстве остановок (включая пункты остановок по требованию на перекрёстках), кроме того, их можно получить бесплатно в центрах обслуживания пассажиров и в ряде гостиниц. На остановках также вывешен номер телефона, позвонив по которому и введя номер остановки, можно узнать о приближении или задержке ближайших автобусов.

### Скоростной автобус
Помимо остановок по требованию, существуют крупные автобусные терминалы — на них автобусы останавливаются всегда. Система автобусных терминалов, интегрированная с сетью городского метро O-Train, в совокупности называется Оттавским скоростным транзитом, и охватывает маршруты скоростного автобуса 94-99, 101—102 и 106 (номера были изменены около 2020 г.), курсирущие по крупнейшим транспортным артериям города и выделенным трассам. Помимо скоростных автобусов, через терминалы ходят и другие автобусные маршруты, однако их трассы лишь частично совпадают со Скоростным транзитом.

## Билеты и тариф

### Эпоха бумажных билетов
Билеты обычно продавались в мелких продуктовых магазинах блоками из 6 штук по 1,25 доллара за штуку (с июля 2011 — по 1,30 доллара). При отсутствии билета проезд можно оплатить непосредственно водителю, но по более высокому тарифу; кроме того, водителям запрещено давать сдачу, о чём предупреждает надпись на входе в автобус: Exact fare only.
По состоянию на 2014 г. действовали следующие тарифы:
- льготный (дети) 1 билет или 1,85 при оплате водителю (дети до 5 лет — бесплатно)
- обычный 2 билета или 3,45
- экспресс-маршруты — 3 билета или 4,25

Особые тарифы предусмотрены для экспресс-маршрутов и пригородных маршрутов. меются скидки для студентов и пожилых.
При посадке пассажир даёт водителю необходимое количество билетов или плату за проезд, а взамен получает транзитный билет (билеты), действительный в течение 1,5 часов для пересадки неограниченное число раз на другие маршруты автобуса, а также на автобусы Гатино и на лёгкое метро (O-Train). Срок действия транзитного билета ограничивает последний момент пересадки, а не общую длительность поездки. Существует семейный транзитный билет выходного дня, действующий в течение всего дня — он стоит 6 билетов. Месячные проездные билеты продаются только в последние 1-2 дня перед началом следующего месяца, для них требуется фотография владельца и подтверждение проживания в Оттаве.

### Электронные карты PRESTO
С 2012 г. введены электронные карты PRESTO. Предполагалось, что в том же году они заменят бумажные билеты, однако по состоянию на 2014 г. процесс ещё не был завершён. До 2020 г. бумажные билеты были полностью изъяты из обращения. Тем не менее, при отсутствии электронной карты по-прежнему можно оплатить тариф водителю наличными (без сдачи) и получить транзитный талон, действующий на других автобусах и в метро в течение ограниченного времени.
В декабре 2021 г. действовал бесплатный проезд на всех видах общественного транспорта Оттавы. Мэрия приняла подобное решение с тем, чтобы в период пандемии, когда многие люди отказывались от избыточных поездок для экономии средств, стимулировать их к покупке товаров в различных магазинах в период праздников.

## Интеграция с Гатино
Система автобусных маршрутов Оттавы частично интегрирована с транспортной системой соседнего города Гатино (Квебек). Часть оттавских маршрутов заканчивается в Гатино, а часть маршрутов Гатино — в Оттаве. Транзитный билет позволяет пересадку (только на определённых остановках) на курсирующие в Оттаве маршруты из Гатино, однако пассажир не вправе садиться на эти маршруты по обычному оттавскому билету.
Посадка на автобусы транспортной сети Гатино также возможна по электронной карте PRESTO в двух случаях:
- если человек, садящийся на автобус транспортной сети Гатино, начал маршрут в Оттаве, и транзитный период ещё не истёк
- если на карточке оплачен месячный тариф

Поездка в Гатино по электронной карточке PRESTO без предоплаченного месячного тарифа невозможна. Это связано с тем, что электронные терминалы в автобусах могут считывать информацию с карт, но не могут записывать на карту чужой транспортной сети свою информацию.

## Транспорт для инвалидов
Для развозки инвалидов существует особое подразделение городского транспорта, ParaTranspo.